# 卡爾布雷思 (北卡羅萊納州)
卡爾布雷思（英語：Culbreth）是位於美國北卡羅萊納州格蘭維爾縣的非建制地區。

## 歷史
卡爾布雷思的郵局於1892年設立，其後於1907年停運。

## 地理
卡爾布雷思所處的海拔為高於海平面149米（即489英呎），而該地所採用的時區為UTC-5，即北美东部时区（EST）。同時該地設有夏令時間，為UTC-5調快一小時，即UTC-4（EDT）。